# De bello Alexandrino
Sobre la guerra de Alejandría (en latín, De bello Alexandrino o Bellum Alexandrinum) es un libro que se atribuye a Julio César, aunque su autoría está muy discutida. Narra la campaña de César en Alejandría, Egipto y Asia.